# صافي صافي
صافي صافي هو كاتب وأكاديمي فلسطيني، وُلد في قرية بيتللو قضاء رام الله عام 1955 لعائلة مهجرة من قرية بيت نبالا قضاء الرملة إثر النكبة عام 1948. تأثرت تجربته الأدبية بعمق الجرح الفلسطيني فانعكست في أعماله الروائية التي تتناول قضايا الهوية والشتات والذاكرة الجماعية.

## المسيرة
درس صافي صافي الفيزياء في جامعة الكويت (1977)، وفي جامعة رتجرز / نيوجيرسي (1993)، ودرس علوم التربية (تعليم العلوم وطبيعة العلم وفلسفته في جامعة بيرزيت (1998) وجامعة لاهاي (2010). عمل في عدة جامعات منها جامعة الكويت والجامعة الأردنية وجامعة القدس المفتوحة، وجامعة بيرزيت. انخرط في الكتابة الأدبية منذ أوائل الثمانينات فكتب القصة والرواية وشارك في العديد من المؤتمرات والندوات الثقافية والعلمية. أصبح عضوًا في الاتحاد العام للكتاب والأدباء الفلسطينيين وعضوًا في هيئته الإدارية من 1992 حتى 2005.

## أعماله
أصدر صافي صافي أكثر من عشر روايات منها:
- الحاج إسماعيل (1990): تتناول حياة فلسطيني في المهجر.
- الحلم المسروق (1991): تستعرض تطلعات الفلسطينيين في ظل الاحتلال.
- الصعود ثانية (1994): تبحث في مسألة العودة والهوية.
- اليسيرة (1996): محاولة صياغة أسطورة فلسطينية.
- شهاب (2001). عودة المهزوم "منتصرا".
- الكوربة (2005). التحول في مسار حرب 1967.
- سما ساما سامية (2010). علاقة مرتبكة مع نساء في مراحل مختلفة.
- الباطن (2017). أحلام طفل بالجنة في الأرض.
- زرعين (2021): تروي رحلة إلى قرية زرعين المهجرة وتستعرض تاريخها وجغرافيتها معبرة عن دلالات فكرية وفلسفية عميقة.
- تايه (2019): تتناول الحياة في قرية بيت نبالا المهجرة وتستعرض الثقافة الفلسطينية وسلوكيات القرويين معبرة عن أوجاع الفلسطينيين.
- عين التينة (2025): رواية تروي رحلة استكشاف فلسطين التاريخية حيث يزور السارد ورفيقته حنان موقع "عين التينة" بين هضبة الجولان وبحيرة الحولة ويواجهان التحديات والاعتقالات مما يعكس الصراع الفلسطيني المستمر.

## أسلوبه الأدبي
يعتمد صافي صافي في رواياته على "التخييل الذاتي" حيث يتداخل السارد مع الكاتب في بعض الجوانب مما يضفي على أعماله طابعًا شخصيًا وعاطفيًا. يستخدم السرد بضمير المتكلم مما يعزز من تأثير الأحداث على القارئ. كما يولي اهتمامًا خاصًا بالمكان الفلسطيني ويعكس تحولات هذا المكان في سياق الاحتلال والشتات.

## تأثيره الثقافي
ساهم صافي صافي في إثراء الأدب الفلسطيني المعاصر من خلال أعماله التي تعكس معاناة الشعب الفلسطيني وتطلعاته. تُرجمت بعض رواياته إلى لغات أخرى مما ساعد في نقل القضية الفلسطينية إلى جمهور أوسع. كما شارك في العديد من الفعاليات الثقافية ومما عزز من دوره كحلقة وصل بين الثقافة الفلسطينية والعالمية. إن معظم رواياته تتناول المكان وبالذات القرى المهجرة، ومنها بيت نبالا التي ينحدر منها.
ربما تستند رواياته للتاريخ الشفوي، من أفواه أهلها، والباحثين في هذا المجال.
له العديد من المقالات النقدية الأدبية، والفكرية في مجلات ومنصات مختلفة.